# Estação Monseñor Eyzaguirre
A Estação Monseñor Eyzaguirre é uma das estações do Metrô de Santiago situada em Santiago, entre a Estação Irarrázaval e a Estação Ñuñoa. Faz parte da Linha 3.
Foi inaugurada em 22 de janeiro de 2019. Localiza-se na Avenida Irarrávazal com Monseñor Eyzaguirre. Atende a comuna de Ñuñoa.